# Џоунсборо (Илиноис)
Џоунсборо (енгл. Jonesboro) град је у америчкој савезној држави Илиноис. По попису становништва из 2010. у њему је живело 1.821 становника.

## Демографија
Према попису становништва из 2010. у граду је живело 1.821 становника, што је 32 (1,7%) становника мање него 2000. године.
| Група             | 2000.         | 2010.         |
| Белци             | 1.788 (96,5%) | 1.726 (94,8%) |
| Афроамериканци    | 12 (0,6%)     | 11 (0,6%)     |
| Азијати           | 11 (0,6%)     | 10 (0,5%)     |
| Хиспаноамериканци | 22 (1,2%)     | 46 (2,5%)     |
| Укупно            | 1.853         | 1.821         |